# Gambasca
Gambasca (italià Gambasca) és un municipi italià, situat a la regió del Piemont. L'any 2007 tenia 386 habitants. Està situat a la Vall del Po, dins de les Valls Occitanes. Limita amb els municipis Brossasco, Martiniana Po, Revello, Rifreddo i Sanfront.

## Administració
| Període | Identitat     | Partit        |
| ------- | ------------- | ------------- |
| 2004-   | Alfredo Barra | Llista cívica |